# Cratere Po Chü-I
Po Chü-I  è un cratere sulla superficie di Mercurio.